# Station Coulommiers
Station Coulommiers is een spoorwegstation aan de spoorlijn Gretz-Armainvilliers - Sézanne. Het ligt in de Franse gemeente Coulommiers in het departement Seine-et-Marne (Île-de-France).

## Geschiedenis
Het station werd op 2 april 1863 geopend door de compagnie des chemins de fer de l'Est bij de opening van de sectie Mortcerf - Coulommiers. Sinds zijn oprichting is het eigendom van de Société nationale des chemins de fer français (SNCF).

## Ligging
Het station ligt op kilometerpunt 71,621 van de spoorlijn Gretz-Armainvilliers - Sézanne.

## Diensten
Het station wordt aangedaan door treinen van Transilien lijn P.

## Vorige en volgende stations
| Richting       | Vorig station  | Lijn      | Volgend station            | Richting                  |
| -------------- | -------------- | --------- | -------------------------- | ------------------------- |
| Paris-Est      | Mouroux        | Trans P   | Eindbestemming             | Eindbestemming            |
| Eindbestemming | Eindbestemming | (Per bus) | Chailly - Boissy-le-Châtel | La Ferté-Gaucher - Centre |